# Bat Ye'or
Bat Ye'or (Hebraisk: בת יאור) ("Nilens datter" på hebraisk; er pseudonym for Gisèle Littman, pigenavn: Orebi) er en britisk / egyptisk forfatterinde, historiker og forsker, med speciale i mellemøstlige ikke-muslimers historie, og i særdeleshed kristne og jødiske dhimmiers historie under islamiske regeringer.
Hun har forfattet otte bøger på engelsk, inklusiv Eurabia: The Euro-Arab Axis (2005), Islam and Dhimmitude: Where Civilizations Collide (2001), The Decline of Eastern Christianity: From Jihad to Dhimmitude (1996), and The Dhimmi: Jews and Christians Under Islam (1985) – hvoraf flere er oversat til flere andre sprog, men ingen er endnu udkommet på dansk.
Hun har briefet kongressen i USA og holdt taler ved en række toneangivende universiteter, iblandt Georgetown University, Brown University, Yale University, Brandeis University, og Columbia University.
I Danmark har hun i forbindelse med krisen omkring Muhammed tegningerne og spørgsmålet om ytringsfrihed, deltaget i en international konference arrangeret af Jyllands-Posten i samarbejde med Trykkefrihedsselskabet. Konferencen blev holdt den 19. november 2005 i Landstingssalen på Christiansborg. Det overordnede tema for konferencen var "Ytringsfriheden og islam". Som optakt til konferencen var Bat Ye'or blevet profileret og interviewet af flere store danske dagblade, deriblandt Berlingske Tidende og Jyllands-Posten.

## Baggrund
Bat Ye'or blev født i Kairo, ind i en jødisk middelklasse familie, men hun og hendes fader og moder blev tvunget til at forlade Egypten i 1957, som gengæld for krigen ved Suez kanalen og den israelske invasion af Sinai, og de ankom til London som statsløse flygtninge. I 1958 begyndte hun at studere ved det Arkæologiske institut ved University College London, og i 1959 opnåede hun britisk statsborgerskab ved ægteskab. I 1960 flyttede hun til Schweiz for at fortsætte sine studier ved Université de Genève.
Hun har beskrevet hvorledes hendes tidlige oplevelser havde formet hendes forskningsinteresser:
Jeg havde selv overværet ødelæggelsen, inden for et par ganske korte år, af en dynamisk jødisk samfund, som havde levet i Egypten i mere end 2.600 år og som havde eksisteret siden profeten Jeremias. Jeg så opløsningen og flugten af hele familier, frataget deres ejendomme og ydmyget, ødelæggelsen af deres synagoger, bombningen af det jødiske kvarter og terroriseringen af fredelige befolkninger. Jeg har personligt oplevet den hårde eksil, fornedrelsen ved at være statsløs – og jeg ønskede at komme ned til roden af hvad der skabte alt dette. Jeg ønskede at forstå hvorfor jøderne fra de arabiske lande, næsten en million i alt, skulle dele mine oplevelser.[kilde mangler]
Hun er gift med den britiske historiker David Littman, med hvem hun ofte samarbejder. Sammen har de tre børn fra 1960-1964.

## Forskning
Hendes første bog Les Juifs en Egypte ("Egyptens jøder") blev publiceret i 1971 sammen med et studie af egyptiske koptiske kristne, under pseudonymet  Yahudiya Masriya – som på arabisk betyder "Egyptisk jøde".

### Myten om muslimsk tolerance
Hun har først og fremmest beskæftiget sig med kristne og jøders forhold i muslimske lande, og mener at fortællingen om at muslimsk tolerance for deres ikke-muslimske undersåtter er en moderne myte uden hold i virkeligheden. At kristne og jøder i muslimske lande derimod gennem århundreder har været udsat for diskrimination, undertrykkelse og dehumanisering. Myten ser hun opstået efter europæiske stormagters behov til at stå på god fod med arabere efter det Osmanniske Rige var gået i opløsning. Myten ser hun yderligere udbygget af europæiske venstreorinterede der ønskede at opstille et eksternt ideal mod den europæiske kolonihistorie.

### Dhimmitude
Bat Ye’or anvender begrebet dhimmitude til at beskrive kristne og jøders position under islam. Begrebet beskriver hun indgående i bogen Islam and Dhimmitude: Where Civilizations Collide. Det er udledt af det islamiske begreb dhimmie – som benævnelse af ikke-muslimske andenrangsborgere i muslimske lande. Selv siger hun at den forhenværende, og nu myrdet, libanesiske præsident og falangist Bachir Gemayel var den første til at tage begrebet dhimmitude i anvendelse.
Bat Ye’or beskriver dhimmitude som en "specifik social omstændighed der er opstået som resultat af jihad" og som den "tilstand af frygt og usikkerhed" som "ikke muslimer" der er tvunget til at "acceptere en status af nedværdigelse" må leve med. Hun mener at "dhimmier kun kan forstås indenfor rammerne af jihad" og har forsket i sammenhængen mellem islams teologiske søjler og trængslerne som kristne og jøder har måttet bære under islamisk styre i forskellige geografiske områder og historiske perioder. Baggrunden for jihad ser hun "grundlagt omkring den 8. århundred af muslimske teologer efter Muhammeds død, og ledte til erobringen af store områder på tre kontinenter". Hun siger:
Dhimmitude er den direkte konsekvens af jihad. Det indebære alle islamiske love og kutymer anvendt over et årtusinde på de besejrede kristne og jødiske folk, som boede i de lande der var erobret af jihad og derfor islamiseret. Siden 60erne har [vi nu kunnet se] en tilbagevenden af jihad-ideologien, og af visse elementer af dhimmitude praktiseret i muslimske lande, i form af islamisk lov – sharia, eller inspireret af det. Jeg må understrege [...] inkompatibiliteten mellem den form for tolerance som udtrykkes med jihad-dhimmitude-ideologien, og så menneskerettighederne baseret på lighed af alle mennesker og deres ubrydelige rettigheder.
Jacques Ellul har prøvet at opsummere hendes synspunkter i forordet til ’’The Decline of Eastern Christianity: From Jihad to Dhimmitude’’, hvor han skriver at Bat Ye’or anser "jihad og dhimmitude [...] som to komplementære institutioner [...] [D]er er mange fortolkninger [af jihad]. Til tider er der lagt størst vægt på den spirituelle side af 'kampen', hvor der udelukkende refereres til kampen den troende kæmper mod hans egne onde inklinationer[...] [D]enne fortolkning [...] dækker på ingen måde, hele spektrumet af jihad. På andre tidspunkter, fortrækkes der at fakta bliver gemt til side eller sat i parenteser. Islams ekspansion skete gennem krig!"
Selvom Bat Ye’or medgiver at ikke alle muslimer abonnere på militante jihadideologier, så argumentere hun for at sharialovenes rolle i Kairodeklarationen om menneskerettigheder i Islam fra 1990, demonstrerer at hvad hun beskriver som den evige krig mod dem der ikke underkaster sig islam, stadig er en grundlæggende paradigme i islamiske lande.
Bat Ye’or har fokuseret på den hurtige transformation af østens kristne samfund til islamiske territorier og konkluderet at korruption og indbyrdes strid, var en medvirkende faktor – og kan endda have givet islam visse modeller for undertrykkelse af befolkninger. Hun foreslår Jugoslavien, hvor kristne levede som dhimmier i århundreder, som et oplagt eksempel på de ødelæggende konsekvenser af dhimmitude.

### Eurabia
Bat Ye’or bruger begrebet Eurabia til at beskrive hvad hun anser som en moderne europæiske–arabisk akse der er opstået på baggrund af især 1970ernes oliekriser og formaliseret indenfor organisationen Euro-Arabiske Dialog, drevet frem af organisationen Parliamentary Association for Euro-Arab Cooperation og byggende på kontakter mellem radikale arabere og muslimer på den ene side og europæiske fascister, socialister og nazister på den anden. I dette ser hun en voksenden islamisk indflydelse over Europa, europæiske kultur og europæiske politik. Eurabia-aksen, eller sammensmeltningen af Europa og den arabiske verden, skulle sikre Europa olie mod til gengæld at give politisk støtte til arabiske stater, åbne Europa for indvandring fra arabiske lande og støtte islam i Europa. Eurabia skulle især fra fransk side fungere som en modvægt til amerikansk styrke. Resultatet ser hun blandt andet i en voksende antiamerikanisme og antiisraelitisme såvel som judæofobi og ultimativt en dhimminisering af den europæiske kristne befolkning. Bat Ye’or peger på Frankrig som det land der er længst i processen mod Eurabia og på optøjerne i franske immigrantghettoer i 2006 som et resultat af at indvandre i Eurabia ikke forventes at integrere sig i samfundet og af en dhimmisering af den ikke-muslimske befolkningen.
Krisen omkring de danske Muhammed-tegningerne beskrev Bat Ye’or som "et oprør for at opretholde vestlige værdier som meningsfrihed, ytringsfrihed og religionsfrihed" og som protest mod "uofficielle sharialove".
Eurabia er emnet for Bat Ye’ors bog Eurabia: The Euro-Arab Axis' fra 2005. Heri beskriver hun Eurabia som:
Eurabia er en geopolitisk realitet på baggrund af en vision fra 1973, og realiseret gennem et system af uformelle alliancer, på den ene side de ni europæiske lande i det Europæiske Fællesskab (EF), som udvidede sig og blev til den Europæiske Union (EU) i 1992, og på den anden side de arabiske lande langs Middelhavet. Alliancen og aftalerne blev uddybet på højt politiske plan af hvert EF-land og med repræsentanterne i Europa-Kommissionen og med deres tilsvarende arabere og med personer fra Den Arabiske Liga. Systemet blev synkroniseret under en organisation kaldet Euro-Arabisk Dialog (EAD), oprettet i 1974 i Paris.

### Palæstinesering
Bat Ye’or bruger begrebet Palæstinensering ("Palestinianism") til at beskrive hvad hun anser som en ideologisk strømning i EU og i Europa, hvorved Europa tilslutter sig en muslimsk jihad mod Israel; Palæstina skal erstatte Israel – og Israel ophøre med at eksistere. Om end Europas bevæggrunde ikke selv skulle være religiøst jihad, så mener Bat Ye’or at Europa kun kan slutte op bag sådan en bevægelse ved at fornægte centrale elementer i egen kultur – og derved underminere sin egen eksistens. Bat Ye’or mener at denne "palæstinesering" har medført en patologisk besættelse i Europa af den arabiske-israelske konflikt, og dækket over en fortsat forfølgelse af kristne og andre mindretal i muslimske lande, så vel som dækket over millioner af afrikaneres og asiaters lidelse og slaveri som følge af jihad.

### Andre forskningsemner
Andre emner som Bat Ye’or har beskæftiget sig med inkludere:
- Eksistensen, eller mangel på samme, af pluralisme i islamisk kultur. Med fokus på Østeuropa.[31]

- Overtrædelsen af menneskerettighederne I islamiske kulturer.[32]

- De teologiske regler der styrer jihad.[32]

- Hvorledes muslimer forstår dhimmi-folkeslagenes historie.[33]

- Hvorledes muslimers fortolkning af religiøse skrifter influerer islamisk forståelse af historien og nutidige hændelser.[34]

- Dialogen mellem civilisationer og udelukkelsen af Den Anden.

### Artikler, foredrag og interviews
- Triple-pronged Jihad -- Military, Economic and Cultural, American Thinker, 5. april 2005 (engelsk)
- Eurabia – the road to Munich Arkiveret 14. oktober 2007 hos  Wayback Machine, National Review, 9. oktober 2002 (engelsk)
- Jihad Conquests, Islamism today. Arkiveret 25. oktober 2007 hos  Wayback Machine, National Review, 19. juni 2002 (engelsk)
- European Fears of the Gathering Jihad (Webside ikke længere tilgængelig), Bat Ye'or, FrontpageMagazine.com, 21. februar 2003 (engelsk)
- Eurabia (Webside ikke længere tilgængelig), interview med Bat Ye'or, FrontpageMagazine.com, 21. september 2004 (engelsk)
- The Palestinianization of Europe Arkiveret 21. februar 2008 hos  Wayback Machine , interview med Bat Ye'or, FrontpageMagazine.com, 24. april 2007 (engelsk)
- Eurabia's author comes to Canada Arkiveret 14. juli 2007 hos  Wayback Machine, National Post, 29. juni 2007
- The Euro-Arab Dialogue and The Birth of Eurabia Bat Ye'or (DOC) (engelsk)
- Jews and Christians under Islam. Dhimmitude and Marcionism, Bat Ye'or (PDF) (engelsk)
- Pamela Atlas Shrugs Interviews Bat Yeor, 1. juli 2007 (engelsk)
  - alternativ adresse (engelsk)
  - mp3 file af interview (engelsk)
- med Bat Ye’or» Video på YouTube (Video) (italiensk)
- Sppech in Toronto: Europe without Borders: the Birth of Eurabia, Fraser Institute [36] (engelsk)
- Interview (engelsk)